# Головко, Николай Арсентьевич
Николай Арсентьевич Головко (3 декабря 1930 года — 7 июня 1986 года) — украинский аграрий, Герой Социалистического Труда.

## Детство
Родился в семье колхозников Арсентия Ивановича Головко и Елены Алексеевны Паламарчук. Старший брат Михаил 1927 рождения был служащим. Маленьким мальчиком он пережил  Голодомор 1932—1933 гг. В селе в то время, как и во всей стране, свирепствовал голод, и ему пришлось терпеть значительные трудности. Отец Арсентий Иванович работал разнорабочим, впоследствии был назначен бригадиром, а мать Елена Алексеевна в полеводческой бригаде звеньевой. С малых лет и Николай вынужден был работать, ежедневно пас скот.
Во время Великой Отечественной войны в 1941 году отец и старший брат Михаил были вывезены на принудительные работы в Германию. Николай остался единственным мужчиной в семье и помогал матери вести хозяйство.

## Героический труд
После окончания Красноставской семилетней школы начал трудовую деятельность прицепщиком в колхозе им. Карла Маркса. Поступил в Кутковецкое профессионально-техническое училище на курсы трактористов широкого профиля.
С 1951 по 1953 годы служил в рядах Вооружённых Сил Советской Армии. Освободившись в запас, работал трактористом Орынинской МТС, а позже колхоза им. Карла Маркса.
В декабре 1957 вступил в ряды Коммунистической партии Советского Союза. В 1960 г. Николай поступил в Новоушицкий техникум сельского хозяйства на механический отдел. После окончания учёбы был назначен учётчиком тракторной бригады, где зарекомендовал себя дисциплинированным и умелым руководителем.
В 1965 году он был назначен бригадиром комплексной бригады № 2 колхоза «Россия», и одновременно заочно учился в
 Каменец-Подольском сельскохозяйственном институте на агрономическом отделе.
В своей работе Николай Арсентьевич старался идти в ногу со временем. На полях с. Красноставцы полностью придерживались агрономические нормы. Будучи специалистом-механиком, бригадир большое внимание уделял обучению и переподготовке кадров механизаторов широкого профиля. Десятки молодых юношей после окончания школы поступали в Кутковецкое СПТУ, затем возвращаясь в родное село. Среди них можно назвать Коваля В. А. и Олейника А. Т., которые позже возглавляли тракторную бригаду № 2 колхоза «Россия».
Будучи членом обкома КПУ, продолжал значительную партийную и пропагандистскую работу. 10-12 февраля 1981 был делегатом XXVI съезда Коммунистической партии Украины. Бригадир оставил о себе добрую память, построив продовольственный магазин в центре села. Этот магазин в основном сохранился до сих пор.

## Награды
В 1970-х годах за весомые достижения в сельскохозяйственном производстве Николай Арсентьевич был награждён орденами Ленина, Октябрьской революции, Знаком Почёта.
«За выдающиеся успехи, достигнутые во Всесоюзном социалистическом соревновании, проявленную трудовую доблесть в выполнении планов и социалистических обязательств по увеличению производства и продаже государству зерна, сахарной свёклы, картофеля и других продуктов земледелия» в 1979 Президиум Верховного Совета СССР указом от 10 марта 1980 присвоила Головко Николаю Арсентьевичу звание Героя Социалистического Труда с вручением ордена Ленина и золотой медали «Серп и Молот».